# Internationaux de Strasbourg 2001
L'Internationaux de Strasbourg 2001 è stato un torneo di tennis giocato sulla terra rossa. È stata la 15ª edizione del Internationaux de Strasbourg, che fa parte della categoria Tier III nell'ambito del WTA Tour 2001. Si è giocato al Centre Sportif de Hautepierre di Strasburgo in Francia, dal 21 al 27 maggio 2001.

## Campionesse

### Singolare
Silvia Farina Elia ha battuto in finale  Anke Huber con il punteggio di 7–5, 0–6, 6–4

### Doppio
Silvia Farina Elia /  Iroda Tulyaganova hanno battuto in finale  Amanda Coetzer /  Lori McNeil con il punteggio di 6–1, 7–6(0)